# マルセル・アルラン
マルセル・アルラン（フランス語:Marcel Arland、1899年7月5日 - 1986年1月12日）は、フランスの小説家、文芸評論家、脚本家、ジャーナリスト。1929年に『秩序（L'Ordre）』を著してゴンクール賞を受賞。1968年から亡くなる1986年までアカデミー・フランセーズの会員を務めた。

## 生涯
1899年7月5日、オート＝マルヌ県（グラン・テスト地域圏）のヴァレンヌ＝シュル＝アマンス（当時テール＝ナタルと呼ばれた地区）生まれた。幼くして父を失い、母と母方の祖父母に育てられた。ソルボンヌ大学で文学を学んだ後、1924年から1929年までイヴリーヌ県ジュイ＝アン＝ジョザスのコレージュで教鞭を執った。
一時期、ダダイスム、次いでシュルレアリスムの運動に参加したが、特に親交が深かった作家はシュルレアリストのルネ・クルヴェルのほか、むしろアンドレ・ドーテル、ロジェ・ヴィトラック、ジョルジュ・ランブール、アンドレ・マルローらであった。
1923年、『新フランス評論』（NRF）を「今世紀の新たな悪」を発表し、処女作『異国の地』が刊行された。
1929年に『秩序』でゴンクール賞を受賞、1952年には、作家の全作品に対して与えられるアカデミー・フランセーズ文学大賞を受賞した。
1953年から1968年にかけて作家ジャン・ポーランと共に『新フランス評論』の編集長を務め、ポーラン亡き後の1968年から1977年まで単独で編集長を務めた。また同年から1986年までアカデミー・フランセーズ席次26の会員を務めた。
1986年1月12日、アルランの自宅があるセーヌ＝エ＝マルヌ県サン＝ソヴール＝シュル＝エコールで急逝した。
レジオンドヌール勲章コマンドゥール、芸術文化勲章コマンドゥールを受章。

## 邦訳
- 『アンタレス ― マルセル・アルラン小説集』(Antarès) 太田咲太郎訳、耕進社、1935年 - 長編「アンタレス」のほか、短編「あひびき」、「影」、「休息の時」、「奇蹟」、「フロランス」所収。
- 『秩序』(L'Ordre)（上下2巻）佐野一男訳、白水社、1940年; （全3巻）佐藤文樹訳、弘文堂書房（世界文庫）1940-42年
- 『生れた土地』(Terre natale) 佐野一男訳、白水社、1940年
- 『強く生きんとて』(Les Vivants) 堀口大學訳、実業之日本社、1941年
- 『悩める魂』(Les Âmes en peine) 佐藤文樹訳、角川文庫、1953年
- 「ドリュ・ラ・ロシェル」若林真訳（篠田一士編『 現代の小説論（世界批評大系7）』筑摩書房、1975年）所収
- 「水いらず」佐藤文樹訳（鈴木信太郎編『フランス短篇集（現代篇）』河出書房（市民文庫）1953年）所収